# Língua seroa

Seroa é um dialeto extinto das línguas !xam, da família Tuu, antes falada na África do sul e em Lesoto. A denominação "Seroa" é uma forma “exônima” da Língua "Sesotho" cujo significado é “lingua dos Sam”, derivada da palavra geral "Baroa" (ou "Barwa") que indica o povo “Sam”. Outros sub-dialetos existentes foram ǃGãǃne e ǁKuǁe.

## Referência externa
- The Ethnologue Report for Seroa